# Paul Beguin-Billecocq
 (mars 2012).
Si vous disposez d'ouvrages ou d'articles de référence ou si vous connaissez des sites web de qualité traitant du thème abordé ici, merci de compléter l'article en donnant les références utiles à sa vérifiabilité et en les liant à la section « Notes et références ».
 (septembre 2017).
Pour les articles homonymes, voir Beguin-Billecocq.
Paul-Antoine Beguin-Billecocq, né à Semur-en-Auxois le 2 mai 1791 et mort à Nemours le 24 mai 1869, est un avocat français et président de l'ordre des avocats aux conseils du roi et à la Cour de cassation de 1844 à 1847. 

## Famille
Fils cadet de Louis Beguin (1747-1831), sieur de Saint-Val et du Quartier, avocat au Parlement de Paris, juge royal à Semur-en-Auxois, maire de Baigneux, député de la Côte-d'Or à l’Assemblée nationale et de Jacqueline Guényot, il épouse le 10 janvier 1824 Anne-Marie Billecocq (1805-1851), fille de Jean-Baptiste Louis Joseph Billecocq (1765-1829), avocat au parlement de Paris, député-adjoint de Paris à l’Assemblée Législative et d'Angélique Dorothée Hersemulle de La Roche (1770-1846), dont deux enfants :
- Théophile Beguin-Billecocq (1825-1906), chef du bureau du chiffre au ministère des affaires étrangères[1].
- Marie-Angèle-Louise.

## Carrière
Reçu avocat à la cour de Paris, il devient juge suppléant à Pithiviers en 1812. Il achète une charge d’avocat aux conseils du roi et à la Cour de cassation dont il est pourvu le 29 octobre 1820 et qu'il conservera jusqu'au 24 décembre 1852. Il est élu président de l'ordre des avocats aux conseils du roi et à la Cour de cassation de 1844 à 1847. Ses archives ont été déposées dans le fonds Béguin-Billecocq à la bibliothèque municipale de Dijon.

## Publication
- Le Procès de Louvel, assassin de Monseigneur le Duc de Berry, devant la Cour des Pairs (1844)[4]

## Décorations
- Chevalier de la Légion d’honneur (28 avril 1846)